# Josia longistriga
Josia longistriga är en fjärilsart som beskrevs av W. Warren 1904. Josia longistriga ingår i släktet Josia och familjen tandspinnare. Inga underarter finns listade i Catalogue of Life.